# De Haar (waterschap)
Het waterschap De Haar was een klein waterschap in de gemeenten Hoogland en Baarn in de Nederlandse provincie Utrecht.
Verzorgingsplaats De Haar langs de A1 is hiernaar vernoemd.